# Арона
 Тази статия е за града в Испания.  За града в Италия вижте Арона (Италия).  
Арона (на испански: Arona) е град и община на остров Тенерифе (Канарски острови, Испания). Към 2012 г. има 77 718 жители, което я прави третата най-населена община на острова след Санта Крус и Ла Лагуна. Тук са разположени курортите Плая де Лас Америкaс и Лос Кристианос.